# Siegessäule (Altona)

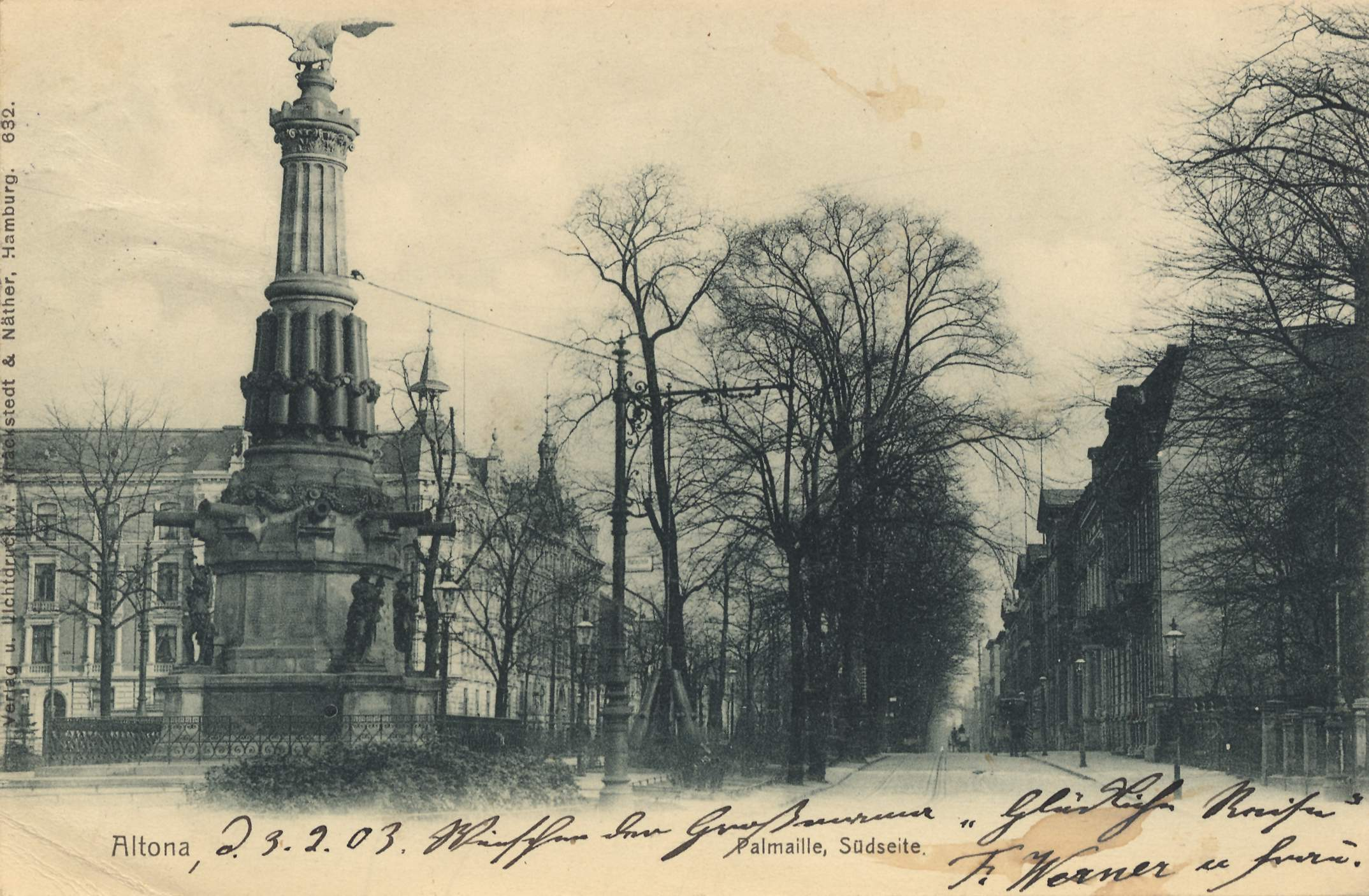
Die Siegessäule auf einer Ansichtskarte um 1903

Die Siegessäule war ein Denkmal in Altona, das an den Deutsch-Französischen Krieg von 1870/71 und das IX. Armeekorps erinnerte.
Das 16,5 Meter hohe Kanonendenkmal am westlichen Ende der Palmaille, wo nach dem Willen Günther Ludwig Stuhlmanns eigentlich ein Brunnen errichtet werden sollte, wurde am 27. Oktober 1875, dem Jahrestag der Kapitulation von Metz, feierlich enthüllt. Am Sockel der nach dem Gesamtentwurf des Architekten Ferdinand Luthmer von Bildhauer Heinrich Möller aus Sandstein geschaffenen Denkmals repräsentierten vier Kriegerfiguren unterschiedliche Waffengattungen. Um die Säule waren 20 französische Kanonenrohre gruppiert, die in Orléans erobert worden waren. Die Spitze des Denkmals bildete ein auffliegender Bronzeadler, der in der Braunschweiger Gießerei von Georg Howaldt hergestellt wurde.
1943 wurde die Siegessäule bei Bombenangriffen beschädigt. Die Reste des Denkmals wurden 1947 beseitigt.

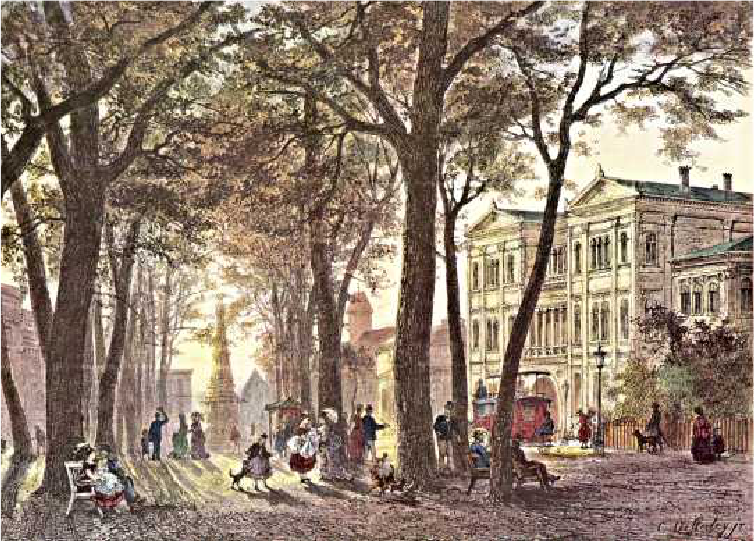
Carl Oesterley junior: Palmaille. Im Hintergrund des Bildes ist die Siegessäule zu sehen

## Die Siegessäule in der Kunst
Carl Oesterley junior malte um 1875 die Palmaille. Im Hintergrund des Bildes ist die Siegessäule zu sehen. Ebenso in einer Illustration von Georg Burmester.